# Mengdong he
Le Mengdong he (chinois : 猛洞河 ; pinyin : měngdòng hé) ou rivière Mengdong est un cours d'eau du bassin du Changjiang, dans l'embouchure est situé sur le cours du You shui, dans le système fluvial du Yuan Jiang. Long de 158 kilomètres, la superficie de son bassin est de 2 275 km2. Son débit annuel moyen est de 51 m3/s.

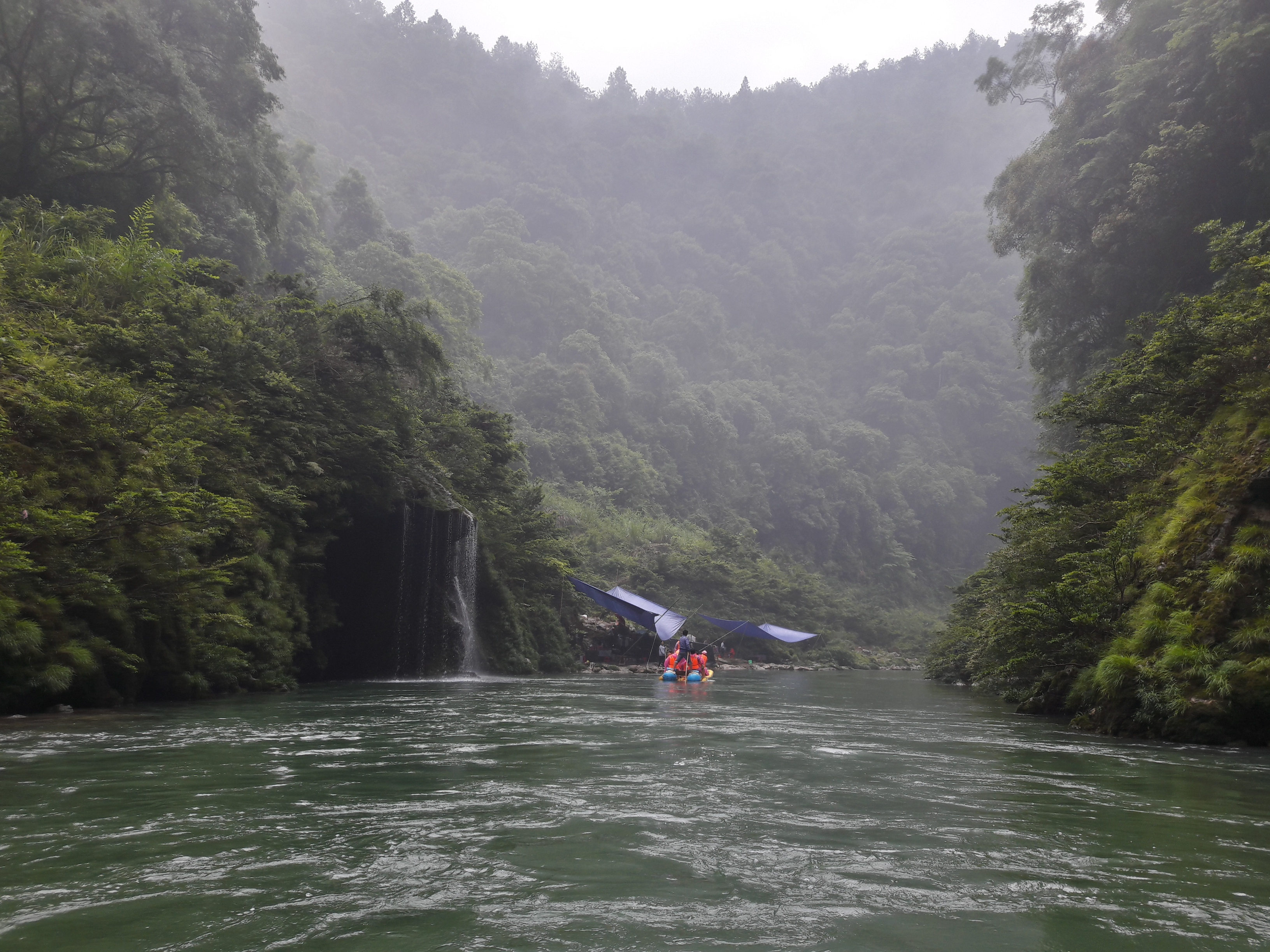
Dans les gorges du Mengdong He